# Achilles Andreae

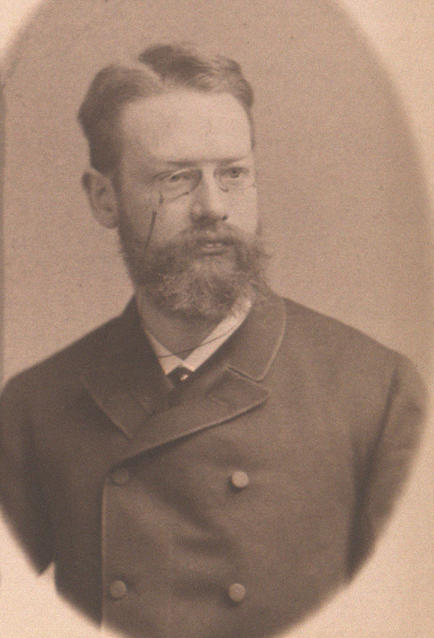
Achilles Andreae

Philipp Victor Achilles Andreae (* 14. November 1859 in Frankfurt am Main; † 17. Januar 1905 in Hildesheim) war ein deutscher Geologe und Paläontologe. 

## Leben
Achilles Andreae ist der Sohn des Frankfurter Bankiers Achilles Andreae (1820–1888) und seiner zweiten Frau Alharda geb. Freiin von der Borch (1836–1917). Sein Onkel war der Sprach- und Religionsforscher Hermann Victor Andreae (1817–1889). Andreae besuchte die Musterschule in Frankfurt und studierte ab 1879 in Straßburg, Berlin und Bonn. 1883 promovierte er in Straßburg zum Dr. phil. und erlangte im folgenden Jahr in Heidelberg die venia docendi mit seiner Habilitationsschrift „Beitrag zur Kenntnis des Elsässer Tertiärs. II. Theil: Die Oligocänschichten im Elsass“. 
Er wurde in Heidelberg Professor extr. mit Lehrauftrag für Paläontologie und Geologie und 1894 Direktor des Roemer-Museums in Hildesheim. Seine wichtigsten Arbeiten erschienen über die Geologie und Paläontologie des Tertiärs in Schlesien und im Elsass. Für das Museum in Hildesheim erstellte er wissenschaftliche Führer durch die Sammlungen. Seit seiner Jugend war er der Senckenbergischen Naturforschenden Gesellschaft in Frankfurt eng verbunden.

## Schriften
- Beitrag zur Kenntniss des Elsässer Tertiärs. Strassburg 1883–1884 doi:10.5962/bhl.title.14035
- Über die künstliche Nachahmung des Geysirphänomens. Stuttgart 1893
- Das Vorkommen von Ophiuren in der Trias der Umgebung von Heidelberg. In: Mitteilungen der Großherzoglich Badischen Geologischen Landesanstalt, Dritter Band, Carl Winter´s Universitätsbuchhandlung, Heidelberg 1899, 1893: S. 1–10
- Die Brachiopoden des Rhät von Malsch. In: Mitteilungen der Großherzoglich Badischen Geologischen Landesanstalt, Dritter Band, Carl Winter´s Universitätsbuchhandlung, Heidelberg 1899, 1893: S. 12–17